# Саралжинський сільський округ (Каратобинський район)
Саралжи́нський сільський округ (каз. Саралжың ауылдық округі, рос. Саралжынский сельский округ) — адміністративна одиниця у складі Каратобинського району Західноказахстанської області Казахстану. Адміністративний центр — село Каракамис.
Населення — 1473 особи (2021; 1750 у 2009, 2098 у 1999, 2139 у 1989).
Станом на 1989 рік існувала саралжинська сільська рада (села Бесотар, Каракамис, Саралжин, Сауле).

## Склад
До складу округу входять такі населені пункти:
| Населений пункт  | Старі назви | Населення, осіб (1989) | Населення, осіб (1999) | Населення, осіб (2009) | Населення, осіб (2021) |
| ---------------- | ----------- | ---------------------- | ---------------------- | ---------------------- | ---------------------- |
| Бесотар, село    | -           | 268                    | 45                     | -                      | -                      |
| Каракамис, село  | -           | 1010                   | 1663                   | 1415                   | 1190                   |
| --Саралжин, село | -           | 525                    | -                      | -                      | -                      |
| Сауле, село      | -           | 336                    | 390                    | 335                    | 283                    |